# Apamea (Osroene)
Apamea (Greco: Απάμεια) è un'antica città ellenistica dell'Osroene, posta di fronte alla antica città di Zeugma. Le due città erano collegate da un ponte che attraversava il fiume Eufrate. Fu fondata da Seleuco I Nicatore verso il 300 a.C. in onore  di Apama I, la moglie persiana del sovrano.
Le rovine della città, localizzate vicino al villaggio di Tilmusa, nella provincia turca di  Şanlıurfa, sono ora sommerse dalle acque della diga di Birecik.